# Paro (robot)

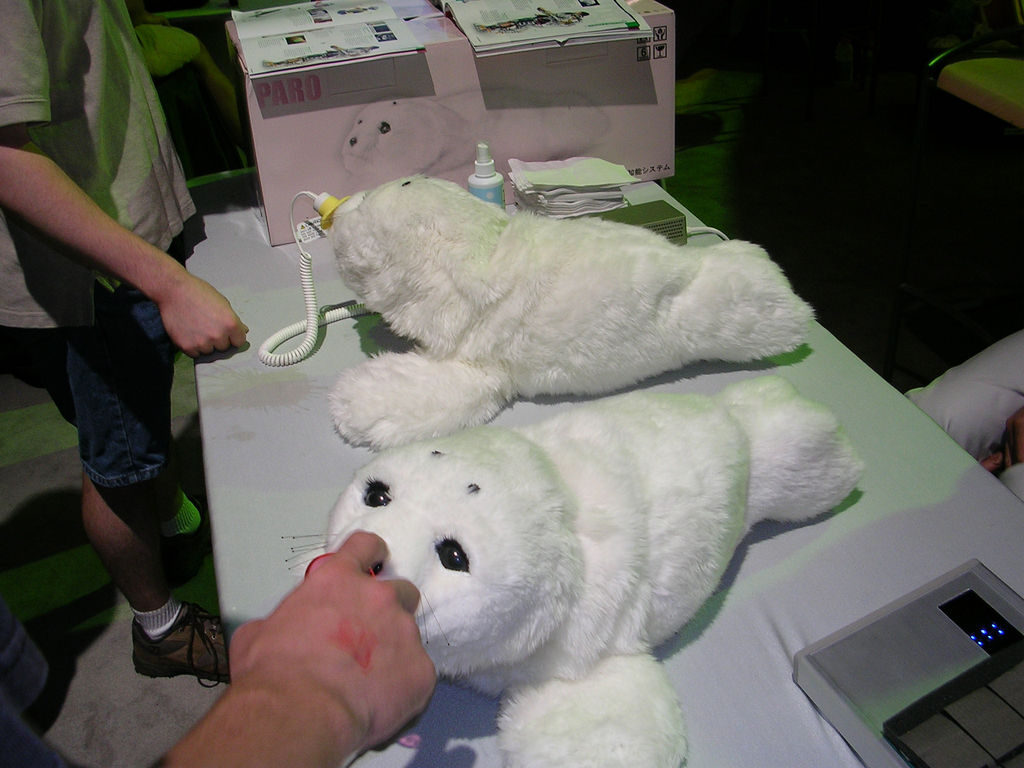
Foto di Paro

Paro è una foca robot terapeutica, pensata per essere molto carina e per avere dunque un effetto calmante e per suscitare risposte emotive nei pazienti degli ospedali, delle case di cura e delle case di riposo, dunque avendo gli stessi effetti della pet therapy, solo usando un robot.

## Storia
Paro è stato progettato da Takanori Shibata a inizio 1993, e il suo sviluppo è arrivato a costare 15 milioni di dollari. È stato esposto per la prima volta al pubblico alla fine del 2001,  ed è diventato un finalista del "Best of COMDEX " nel 2003, e le versioni fatte a mano sono state commercializzate dalla società Shibata Intelligent System Co. dal 2004.
Paro è disegnato sulla base delle foche della Groenlandia che Shibata vide in un campo di ghiaccio nel nord-est del Canada, dove registrò anche le loro grida per di Paro.
Paro è stato utilizzato principalmente nelle strutture di cura, soprattutto come forma di terapia per i pazienti affetti da demenza. Dopo che è stato condotto uno studio per vedere gli effetti dei robot sui bambini con disturbo dello spettro autistico, è emerso che ci sono numerosi benefici. I robot sono stati in grado di analizzare le specifiche del disturbo e quindi sono intervenuti creando ambienti controllati che hanno contribuito a ridurre l'ansia che può derivare dal disturbo. Ciò è vantaggioso anche per i bambini, poiché Paro è un compagno sociale per coloro che interagiscono con esso. Lo studio ha scoperto che, come risultato dei test, "sono stati trovati effetti incoraggianti come un maggiore coinvolgimento, un aumento dei livelli di attenzione e nuovi comportamenti sociali, come ad esempio l'attenzione congiunta e l'imitazione, quando i bambini interagiscono con i robot". I robot avevano ruoli di compagno di giochi, attore sociale, terapista e contenevano la capacità di comportarsi come umani.

## Descrizione

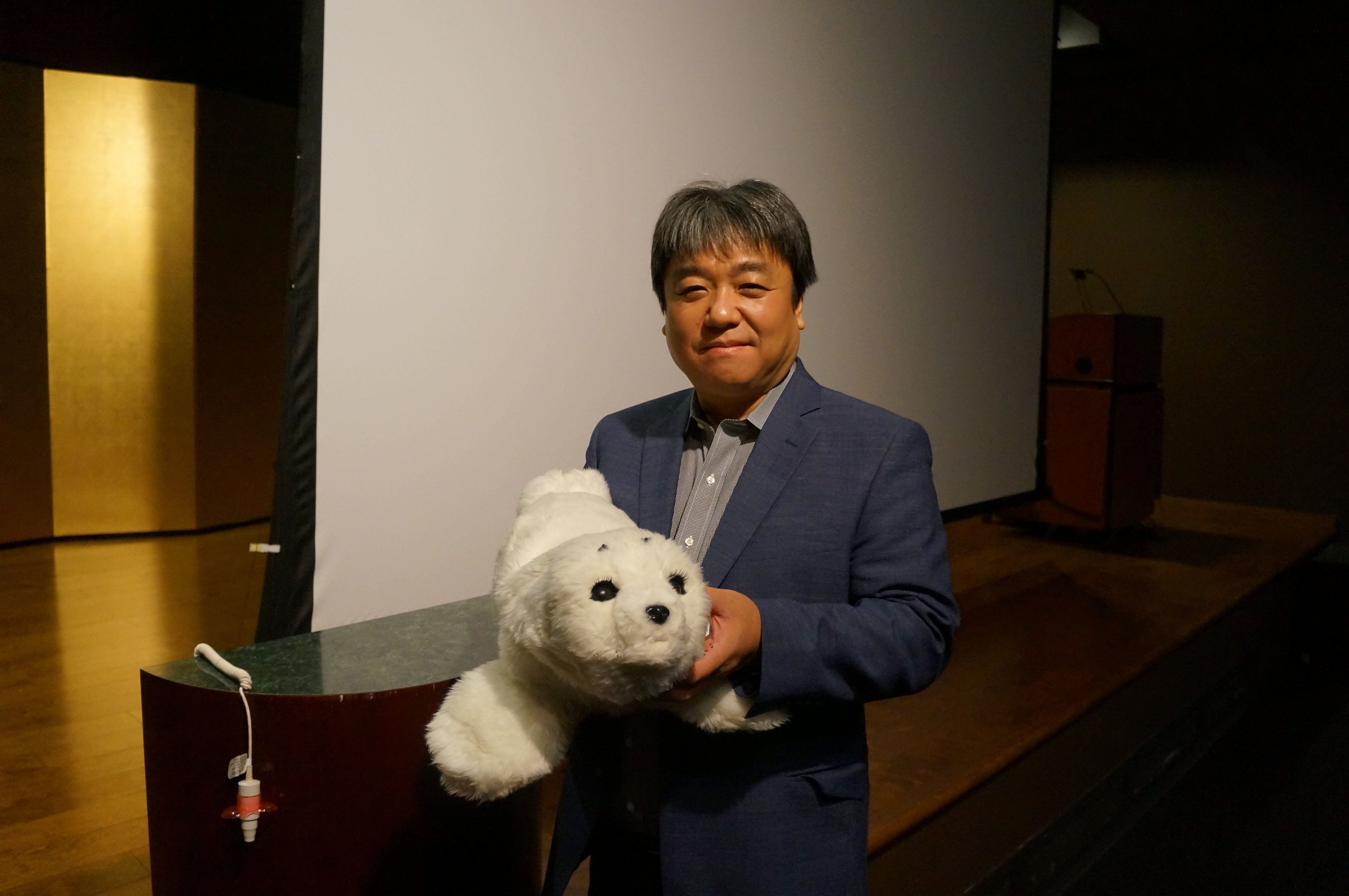
Il dott. Takanori Shibata tiene in mano la sua creazione Paro (7 giugno 2018)

Paro è dotato di doppi processori a 32 bit, tre microfoni, dodici sensori tattili che coprono la sua pelliccia, baffi sensibili al tocco e un delicato sistema di motori e attuatori che muovono silenziosamente gli arti e il corpo. Il robot risponde alle coccole muovendo la coda e aprendo e chiudendo gli occhi. Shibata lo ha progettato per cercare attivamente il contatto visivo, rispondere al tatto, coccolarsi con le persone, ricordare i volti e apprendere azioni che generano una reazione favorevole. Dice di Paro:
»
Paro percepisce i suoni e può imparare i nomi, incluso il proprio. Produce suoni simili a un vero cucciolo di foca e, a differenza di un vero cucciolo di foca, è programmato per essere attivo durante il giorno e dormire la notte.

## Preoccupazioni etiche
Bill Thomas, fondatore del Green House Project, che mira a sostituire l'assistenza a lungo termine nelle case di cura con piccoli ambienti domestici in cui le persone possono vivere una vita piena e interattiva, ha sollevato preoccupazioni sul fatto che fosse umano affidare il compito di supporto emotivo per gli esseri umani ai robot. Sherry Turkle, la direttrice dell'Iniziativa sulla tecnologia e il Sé del MIT, ha sostenuto che robot come Paro forniscono l'illusione di una relazione, e coloro che trovano difficili le relazioni umane possono invece rivolgersi a robot per la compagnia.

## Paro nella cultura di massa
Nell'episodio di The Simpsons " Replaceable You ", Bart Simpson e Martin Prince hanno creato dei sigilli robotici che hanno chiamato "Robopets". Si trattava essenzialmente di robot Paro progettati per rendere più felici gli anziani nel castello di Springfield.
Paro è apparso in "Old People", l'ottavo episodio della prima stagione dello show Netflix di Aziz Ansari, Master of None.